# Reichsstraße (Deutsches Reich)

Nummerntafel der Reichsstraße 128

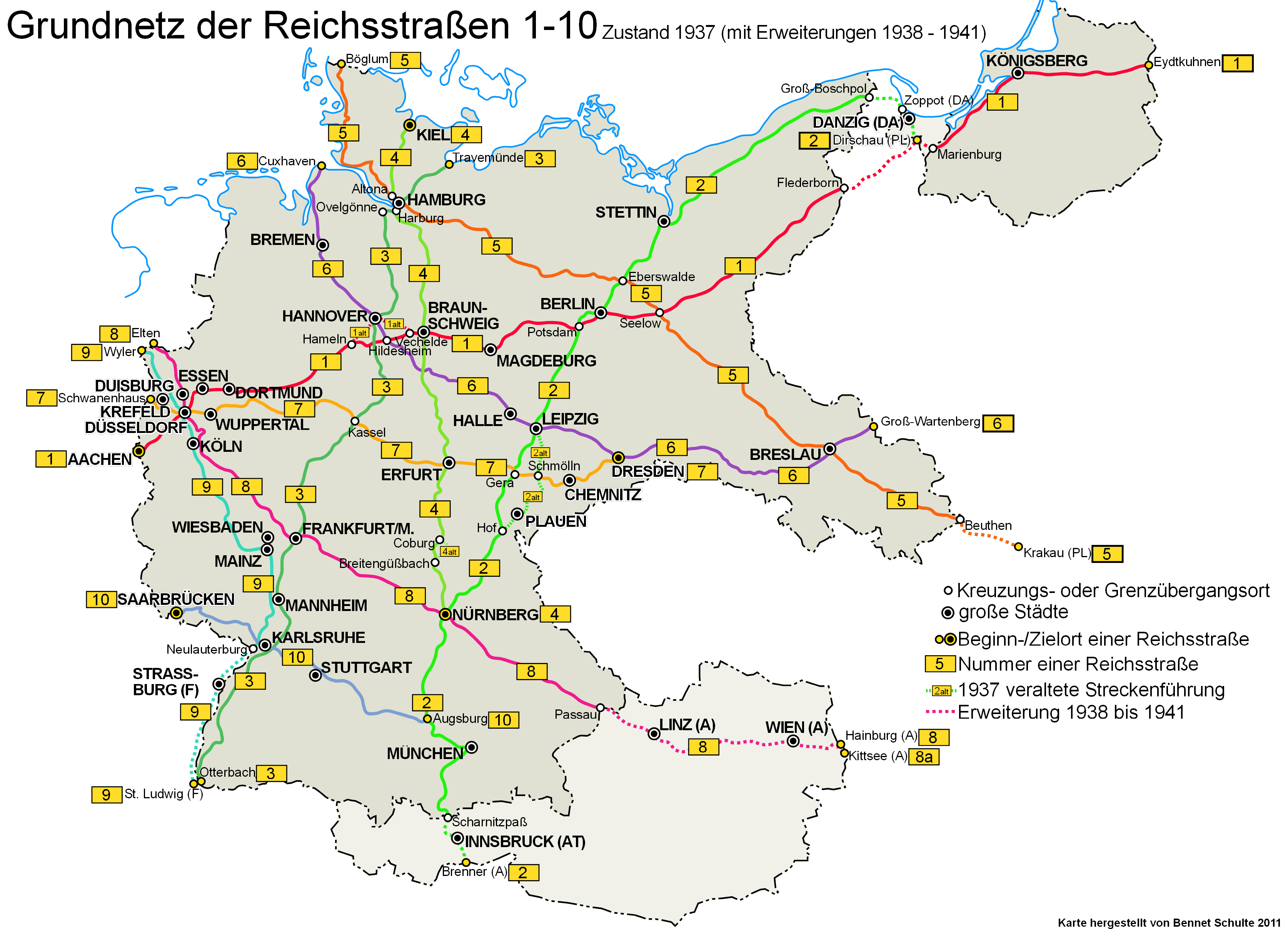
Grundnetz der Reichsstraßen 1937 (inkl. Erweiterungen bis 1941)

Der Begriff Reichsstraße wurde 1934 im Deutschen Reich anstelle der bis dahin üblichen Bezeichnung Fernverkehrsstraße (in amtlichen Texten abgekürzt FVS) eingeführt. Am 17. Januar 1932 waren zur Verbesserung der Orientierung im Deutschen Reich die wichtigsten Fernverkehrsstraßen nummeriert worden. Seit 1934 kennzeichnet die bekannte gelbe Nummerntafel mit schwarzer Schrift diese Straßenkategorie. Nach den Reichsautobahnen waren die Reichsstraßen die am höchsten klassifizierten Straßen, die in der Verantwortung des Reiches lagen.
Verlauf und Nummernsystem der Reichsstraßen wurden nach 1945 für die Bundesstraßen in der alten Bundesrepublik Deutschland und die Fernverkehrsstraßen in der DDR im Wesentlichen übernommen.

## Systematik
→ Siehe: Bundesstraße #Systematik und Geschichte

## Ausland
Andere Staaten bezeichnen vergleichbare Straßen mit „Nationalstraße“ (z. B. „Nationalstrassen“ in der Schweiz, „Route nationale“ in Frankreich, „Riksväg“ in Schweden, „Rijksweg“ in den Niederlanden oder „Riksvei“ in Norwegen).